# Distretto di Marjayoun
Il distretto di Marjayoun è un distretto amministrativo del Libano, che fa parte del Governatorato di Nabatiye. Il capoluogo del distretto è Marjayoun.